# Denis Kudla
Denis Kudla (Kiev, 17 agosto 1992) è un ex tennista statunitense.
Nel circuito maggiore ha disputato due semifinali in singolare, mentre in doppio ne ha raggiunta una e ha inoltre giocato i quarti di finale al torneo di Wimbledon 2022. Attivo in prevalenza nel circuito Challenger, ha vinto in questa categoria diversi tornei in singolare e in doppio. È stato il nº 53 del ranking ATP di singolare nel maggio 2016 e il nº 133 in doppio nell'agosto 2018.
Ha fatto parte della squadra statunitense che ha vinto la United Cup 2023, anche se non ha disputato alcun incontro, e di nuovo nel 2025, dopo di che ha concluso la carriera. Ha deluso le aspettative che aveva suscitato tra gli juniores, quando era stato il nº 3 del mondo nel ranking di categoria, aveva disputato la finale nel singolare ragazzi agli US Open 2010 e aveva trascinato gli Stati Uniti al trionfo nella Coppa Davis Junior del 2008.

## Biografia
Nato in Ucraina, si trasferisce all'età di un anno con la famiglia negli Stati Uniti d'America. Inizia a giocare a tennis a sette anni, cresce sognando di giocare contro Andre Agassi e da juniores si allena al Junior Tennis Champions Center di College Park (Maryland).

## Carriera

### Tra gli juniores
Inizia a giocare nell'ITF Junior Circuit nel 2006 e l'anno successivo vince i suoi primi titoli in tornei minori, due in singolare e due in doppio. Nel 2008 è protagonista nella Coppa Davis Junior guidando gli Stati Uniti alla conquista del titolo vincendo tutti i sei incontri disputati. Vince quindi i primi tornei di Grade 1 e all'inizio del 2009 si aggiudica il primo Grade A vincendo il torneo di doppio della Casablanca Junior Cup.
Nel 2009 vince altri tornei di Grade 1 e raggiunge inoltre i quarti in doppio al Roland Garros e al torneo di Wimbledon e in singolare agli US Open. Apre il 2010 vincendo di nuovo il Grade A di Casablanca, questa volta in singolare, mentre in doppio esce di scena in semifinale, e a fine torneo raggiunge il 3º posto nel ranking mondiale juniores. Nel prosieguo della stagione si mette in luce in singolare con i quarti di finale disputati a Wimbledon e soprattutto, al suo ultimo impegno nella categoria, spingendosi fino alla finale agli US Open, persa in tre set contro Jack Sock dopo aver vinto il primo. Chiude la carriera juniores dopo aver vinto 5 titoli in singolare e 6 in doppio.

### 2008-2009: inizi tra i professionisti
Nel 2008 e 2009 inizia a giocare tra i professionisti nel circuito Futures, facendo inoltre l'esordio a Lexington a livello Challenger e con le qualificazioni disputate a Washington nel circuito ATP. Raggiunge due semifinali nei Futures.

### 2010: primi titoli Futures
Nel 2010 inizia a giocare con più frequenza nel circuito maggiore, disputa ad aprile un'altra semifinale in un torneo Futures e in maggio vince i primi titoli da professionista in due tornei di doppio Futures statunitensi. Costretto al ritiro al secondo turno delle qualificazioni a 's-Hertogenbosch, entra nel tabellone principale del torneo di Newport con una wild card e supera al primo turno Santiago Ventura in tre set, prima di essere eliminato da Ryan Harrison. Non supera il primo turno al Challenger di Lexington, le qualificazioni all'ATP di Washington e al Challenger di Sacramento. Torna a giocare nel circuito Futures e alza il primo trofeo da professionista in singolare vincendo il torneo USA F26 di Austin superando in finale Tyler Hochwalt. Prima di fine anno disputa un'ultima semifinale Futures, questa volta sulla terra rossa.

### 2011; quarti di finale a Newport
Nei primi undici tornei del 2011 vince solo 5 incontri, e viene eliminato nelle qualificazioni al Masters 1000 di Indian Wells e a Houston. Esce di scena in nelle qualificazioni dei tornei ATP anche a Nottingham, al Queen's al primo e a Eastbourne, dove perde al turno decisivo contro Donald Young. Non va oltre il secondo turno al Challenger di Winnetka. Entra nel tabellone a Newport con una wild card e si spinge per la prima volta fino ai quarti di finale in un torneo ATP sconfiggendo Ivo Karlović e Grigor Dimitrov in due set, e viene eliminato da Michael Yani al terzo set. Alla sua prima esperienza in un torneo del Grande Slam, esce al primo turno nel torneo di doppio agli US Open e viene eliminato al turno decisivo delle qualificazioni in singolare. Nel finale di stagione vince il singolare al Futures USA F25 e raggiunge la semifinale in singolare al Charlottesville Men's Pro Challenger.

## Statistiche

### Tornei minori

#### Singolare

##### Vittorie (11)
| Legenda tornei minori |
| Challenger (9)        |
| Futures (2)           |

| N.  | Data              | Torneo                                                | Superficie  | Avversario in finale | Punteggio     |
| 1.  | 11 ottobre 2010   | USA F26, Austin                                       | Cemento     | Tyler Hochwalt       | 7–5, 6–1      |
| 2.  | 26 settembre 2011 | USA F25, Laguna Niguel                                | Cemento     | Dennis Lajola        | 6–4, 6–0      |
| 3.  | 29 luglio 2012    | Lexington Challenger, Lexington                       | Cemento     | Erik Chvojka         | 5–7, 7–5, 6–1 |
| 4.  | 4 novembre 2012   | Charlottesville Men's Pro Challenger, Charlottesville | Cemento (i) | Alex Kuznetsov       | 6–0, 6–3      |
| 5.  | 4 maggio 2013     | Tallahassee Tennis Challenger, Tallahassee            | Cemento     | Cedrik-Marcel Stebe  | 6–3, 6–3      |
| 6.  | 6 luglio 2014     | Winnetka USTA Pro Championship, Winnetka              | Cemento     | Farrukh Dustov       | 6–2, 6–2      |
| 7.  | 20 giugno 2015    | Ilkley Trophy, Ilkley                                 | Erba        | Matthew Ebden        | 6–3, 6–4      |
| 8.  | 18 marzo 2018     | Challenger de Drummondville, Drummondville            | Cemento     | Benjamin Bonzi       | 6–0, 7–5      |
| 9.  | 15 novembre 2020  | Cary Challenger, Cary                                 | Cemento     | Prajnesh Gunneswaran | 3–6, 6–3, 6–0 |
| 10. | 20 marzo 2022     | Arizona Tennis Classic, Phoenix                       | Cemento     | Daniel Altmaier      | 2–6, 6–2, 6–3 |
| 11. | 24 settembre 2023 | Columbus Challenger, Columbus                         | Cemento (i) | Alexis Galarneau     | 6–2, 6–1      |

##### Finali perse (11)
| Legenda tornei minori |
| Challenger (11)       |
| Futures (0)           |

| N.  | Data             | Torneo                          | Superficie  | Avversario in finale | Punteggio           |
| 1.  | 17 marzo 2013    | Dallas Tennis Classic, Dallas   | Cemento     | Jürgen Melzer        | 4–6, 6–2, 1–6       |
| 2.  | 30 marzo 2014    | Jalisco Open, Guadalajara       | Cemento     | Gilles Müller        | 2–6, 2–6            |
| 3.  | 14 giugno 2015   | Surbiton Trophy, Surbiton       | Erba        | Matthew Ebden        | 7–6(4), 4–6, 6(5)–7 |
| 4.  | 4 ottobre 2015   | Tiburon Challenger, Tiburon     | Cemento     | Tim Smyczek          | 6–1, 1–6, 6(7)–7    |
| 5.  | 16 ottobre 2016  | Monterrey Challenger, Monterrey | Cemento     | Ernesto Escobedo     | 4–6, 4–6            |
| 6.  | 12 novembre 2017 | Knoxville Challenger, Knoxville | Cemento     | Filip Peliwo         | 4–6, 2–6            |
| 7.  | 1º aprile 2018   | Open Guadeloupe, Le Gosier      | Cemento     | Dušan Lajović        | 4–6, 0–6            |
| 8.  | 9 febbraio 2020  | Challenger of Dallas, Dallas    | Cemento     | Jurij Rodionov       | 5–7, 6(10)–7        |
| 9.  | 18 aprile 2021   | Orlando Open, Orlando           | Terra rossa | Jenson Brooksby      | 3–6, 3–6            |
| 10. | 13 giugno 2021   | Nottingham Open, Nottingham     | Erba        | Frances Tiafoe       | 1–6, 3–6            |
| 11. | 5 giugno 2022    | Surbiton Trophy, Surbiton       | Erba        | Jordan Thompson      | 5–7, 3–6            |
| 12. | 12 novembre 2023 | Knoxville Challenger, Knoxville | Cemento (i) | Alex Michelsen       | 5–7, 6–4, 2–6       |

#### Doppio

##### Vittorie (11)
| Legenda tornei minori |
| Challenger (9)        |
| Futures (2)           |

| N.  | Data              | Torneo                                                | Superficie  | Compagno             | Avversari in finale                       | Punteggio            |
| 1.  | 3 maggio 2010     | USA F11, Orange Park                                  | Terra rossa | Andrea Collarini     | Mitchell Frank Junior A. Ore              | 7–6(6), 6–3          |
| 2.  | 10 maggio 2010    | USA F12, Tampa                                        | Terra rossa | Junior A. Ore        | Clayton Almeida Blake Strode              | 4–6, 6–3, [10–8]     |
| 3.  | 20 gennaio 2014   | Tennis Championships of Maui, Lahaina                 | Cemento     | Yasutaka Uchiyama    | Daniel Kosakowski Nicolas Meister         | 6–3, 6–2             |
| 4.  | 30 giugno 2014    | Winnetka USTA Pro Championship, Winnetka              | Cemento     | Thanasi Kokkinakis   | Evan King Raymond Sarmiento               | 6–2, 7–6(4)          |
| 5.  | 16 ottobre 2016   | Monterrey Challenger, Monterrey                       | Cemento     | Evan King            | Jarryd Chaplin Ben McLachlan              | 6(4)–7, 6–4, [10–2]  |
| 6.  | 30 luglio 2017    | Binghamton Challenger, Binghamton                     | Cemento     | Daniel Nguyen        | Jarryd Chaplin Luke Saville               | 6–3, 7–6(5)          |
| 7.  | 24 settembre 2017 | Columbus Challenger, Columbus                         | Cemento     | Dominik Koepfer      | Luke Bambridge David O'Hare               | 7–6(6), 7–6(3)       |
| 8.  | 5 novembre 2017   | Charlottesville Men's Pro Challenger, Charlottesville | Cemento     | Danny Thomas         | Jarryd Chaplin Mikelis Libietis           | 6(4)–7, 1–4 rit.     |
| 9.  | 29 aprile 2018    | Tallahassee Tennis Challenger, Tallahassee            | Cemento     | Robert Galloway      | Enrique Lopez-Perez Jeevan Nedunchezhiyan | 6–3, 6–1             |
| 10. | 8 marzo 2020      | Indian Wells Challenger Series, Indian Wells          | Cemento     | Thai-Son Kwiatkowski | Sebastian Korda Mitchell Krueger          | 6–3, 2–6, [10–6]     |
| 11. | 20 marzo 2022     | Arizona Tennis Classic, Phoenix                       | Cemento     | Treat Conrad Huey    | Oscar Otte Jan-Lennard Struff             | 7–6(10), 3–6, [10–6] |

## Risultati in progressione
| Sigla | Risultato               |
| ----- | ----------------------- |
| V     | Vincitore               |
| F     | Finalista               |
| SF    | Semifinalista           |
| O     | Oro olimpico            |
| A     | Argento olimpico        |
| SF    | Bronzo olimpico         |
| QF    | Quarti di Finale        |
| 4T    | Quarto turno            |
| 3T    | Terzo turno             |
| 2T    | Secondo turno           |
| 1T    | Primo turno             |
| RR    | Round Robin             |
| LQ    | Turno di qualificazione |
| A     | Assente                 |
| ND    | Non disputato           |

| Legenda superfici    |
| -------------------- |
| Cemento              |
| Terra battuta        |
| Erba                 |
| Superficie variabile |

### Singolare
| Tornei Grande Slam         |     |     |               |               |               |     |               |               |               |               |     |               |               |     |       |
| Australian Open, Melbourne | A   | 1T  | Q1            | 1T            | 1T            | 2T  | Q3            | 2T            | 2T            | Q2            | Q2  | 1T            | 2T            | Q2  | 4-8   |
| Open di Francia, Parigi    | A   | Q2  | 1T            | Q1            | Q1            | 1T  | Q3            | 1T            | 1T            | Q1            | Q2  | 1T            | Q1            | Q3  | 0-5   |
| Wimbledon, Londra          | A   | Q3  | 2T            | 2T            | 4T            | 1T  | Q3            | 1T            | 2T            | ND            | 3T  | 1T            | Q3            | Q1  | 8-8   |
| US Open, New York          | Q3  | 1T  | 2T            | A             | 1T            | 1T  | Q1            | 2T            | 3T            | 1T            | 2T  | 1T            | Q1            | Q1  | 5-9   |
| Vittorie-Sconfitte         | 0-0 | 0-2 | 2-3           | 1-2           | 3-3           | 1-4 | 0-0           | 2-4           | 4-4           | 0-1           | 3-2 | 0-4           | 1-1           | 0-0 | 17-30 |
| Giochi Olimpici            |     |     |               |               |               |     |               |               |               |               |     |               |               |     |       |
| Giochi Olimpici            | ND  | A   | Non disputati | Non disputati | Non disputati | 1T  | Non disputati | Non disputati | Non disputati | Non disputati | A   | Non disputati | Non disputati | A   | 0-1   |
| Vittorie-Sconfitte         | ND  | 0-0 | Non disputati | Non disputati | Non disputati | 0-1 | Non disputati | Non disputati | Non disputati | Non disputati | 0-0 | Non disputati | Non disputati | 0-0 | 0-1   |

### Doppio
| Tornei Grande Slam         |     |     |               |               |               |     |               |               |               |               |     |               |               |     |      |
| Australian Open, Melbourne | A   | A   | A             | A             | A             | 1T  | A             | A             | 2T            | A             | A   | A             | A             | A   | 1-2  |
| Open di Francia, Parigi    | A   | A   | A             | A             | A             | 2T  | A             | A             | 1T            | A             | A   | 1T            | A             | A   | 1-3  |
| Wimbledon, Londra          | A   | A   | 1T            | Q2            | A             | 1T  | A             | Q1            | A             | ND            | A   | QF            | A             | A   | 3-3  |
| US Open, New York          | 1T  | A   | 2T            | A             | 1T            | 1T  | A             | A             | A             | A             | A   | 1T            | 3T            | A   | 3-6  |
| Vittorie-Sconfitte         | 0-1 | 0-0 | 1-2           | 0-0           | 0-1           | 1-4 | 0-0           | 0-0           | 1-2           | 0-0           | 0-0 | 3-3           | 2-1           | 0-0 | 8-14 |
| Giochi Olimpici            |     |     |               |               |               |     |               |               |               |               |     |               |               |     |      |
| Giochi Olimpici            | ND  | A   | Non disputati | Non disputati | Non disputati | A   | Non disputati | Non disputati | Non disputati | Non disputati | A   | Non disputati | Non disputati | A   | 0-0  |
| Vittorie-Sconfitte         | ND  | 0-0 | Non disputati | Non disputati | Non disputati | 0-0 | Non disputati | Non disputati | Non disputati | Non disputati | 0-0 | Non disputati | Non disputati | 0-0 | 0-0  |

### Doppio misto
| Tornei Grande Slam         |     |     |               |               |               |     |               |               |               |               |     |               |               |     |     |
| Australian Open, Melbourne | A   | A   | A             | A             | A             | A   | A             | A             | A             | A             | A   | A             | A             | A   | 0-0 |
| Open di Francia, Parigi    | A   | A   | A             | A             | A             | A   | A             | A             | A             | A             | A   | A             | A             | A   | 0-0 |
| Wimbledon, Londra          | A   | A   | A             | A             | A             | A   | A             | A             | A             | ND            | A   | A             | A             | A   | 0-0 |
| US Open, New York          | A   | A   | A             | A             | A             | A   | A             | A             | 2T            | A             | A   | A             | 2T            | A   | 1-1 |
| Vittorie-Sconfitte         | 0-0 | 0-0 | 0-0           | 0-0           | 0-0           | 0-0 | 0-0           | 0-0           | 1-1           | 0-0           | 0-0 | 0-0           | 1-1           | 0-0 | 1-1 |
| Giochi Olimpici            |     |     |               |               |               |     |               |               |               |               |     |               |               |     |     |
| Giochi Olimpici            | ND  | A   | Non disputati | Non disputati | Non disputati | A   | Non disputati | Non disputati | Non disputati | Non disputati | A   | Non disputati | Non disputati | A   | 0-0 |
| Vittorie-Sconfitte         | ND  | 0-0 | Non disputati | Non disputati | Non disputati | 0-0 | Non disputati | Non disputati | Non disputati | Non disputati | 0-0 | Non disputati | Non disputati | 0-0 | 0-0 |